# Vasilij Karasëv
Vasilij Nikolaevič Karasëv (in russo Василий Николаевич Карасёв?; Leningrado, 14 aprile 1971) è un ex cestista e allenatore di pallacanestro russo.

## Carriera
Con la Russia ha disputato tre edizioni dei Campionati mondiali (1994, 1998, 2002) e cinque dei Campionati europei (1993, 1995, 1997, 1999, 2003).
Da allenatore ha guidato la Russia ai Campionati europei del 2013.

## Palmarès

### Giocatore
- Campionato russo: 7

CSKA Mosca: 1992-93, 1993-94, 1994-95, 1995-96, 1998-99, 1999-2000
Ural Great Perm': 2001-02
- Campionato turco: 1

Efes Pilsen: 1996-97
- Campionato tedesco: 1

Alba Berlino: 1997-98
- FIBA EuroCup Challenge: 1

Ural Great Perm': 2005-06
- FIBA World Cup All-Tournament Teams: 1

1998

### Allenatore
- VTB United League Coach of the Year: 1

Zenit San Pietroburgo: 2015-16